# 中国のナンバープレート

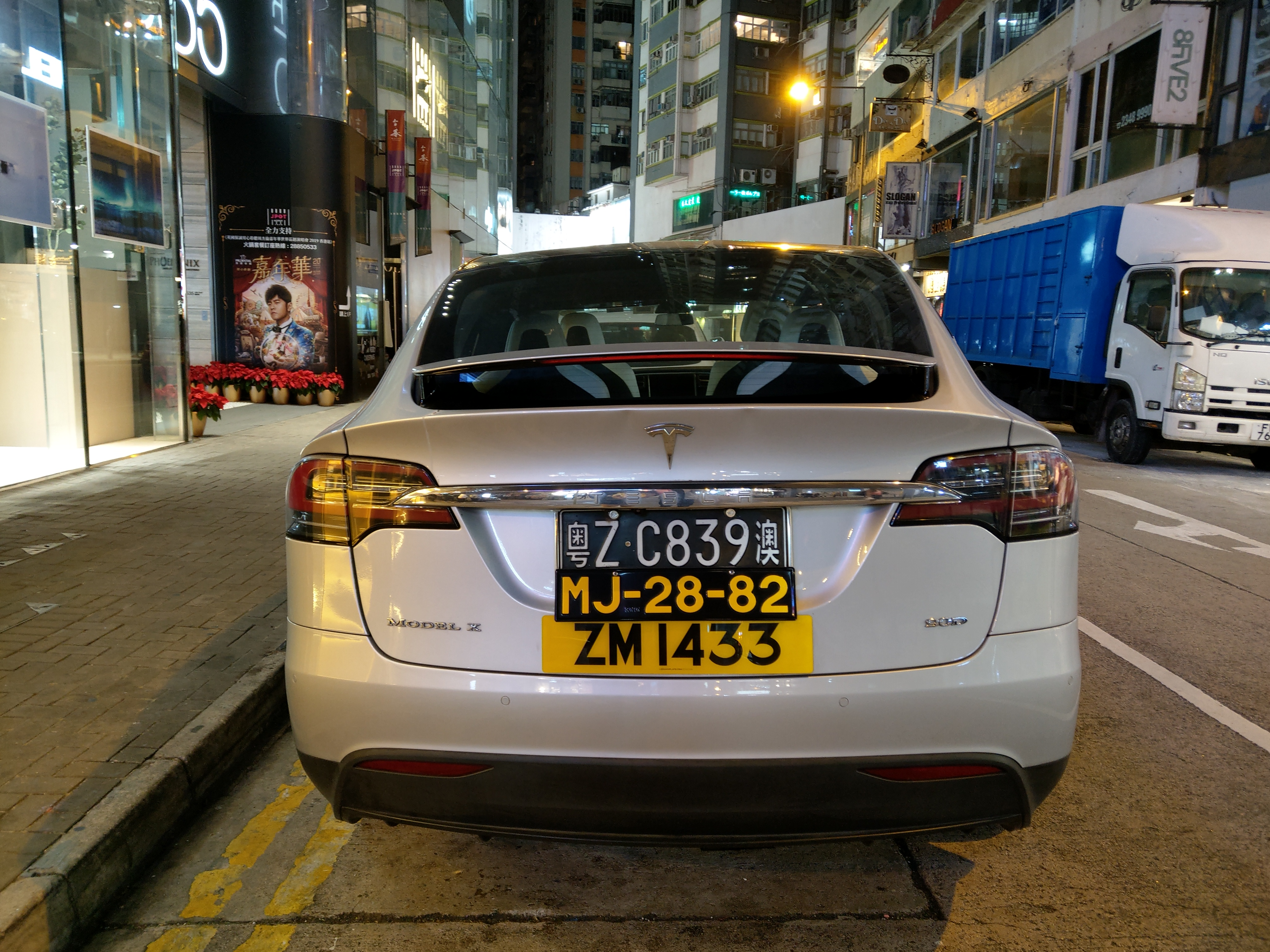
トリプル・ライセンスの例
上から本土、マカオ、香港の順に装着。
（テスラ・モデルX）

中国のナンバープレート（ちゅうごくのナンバープレート）では、中華人民共和国（香港・マカオを含む）でのナンバープレートについて説明する。
中国のナンバープレートには、2007年現在、中国大陸、香港、マカオの三種類のシステムが存在する。マカオや香港から中国内地に乗り入れるには、マカオ（黒）や香港（前部が白、後部が黄色）のナンバープレートと、広東省が発行するナンバープレート（黒）両方を装着したダブル・ライセンスが必要となる（マカオ・香港・内地であればトリプル・ライセンスとなる）。
車輌登記標は数字だけでなくアルファベットも用いるが、本項目では便宜上「ナンバー」で統一する。

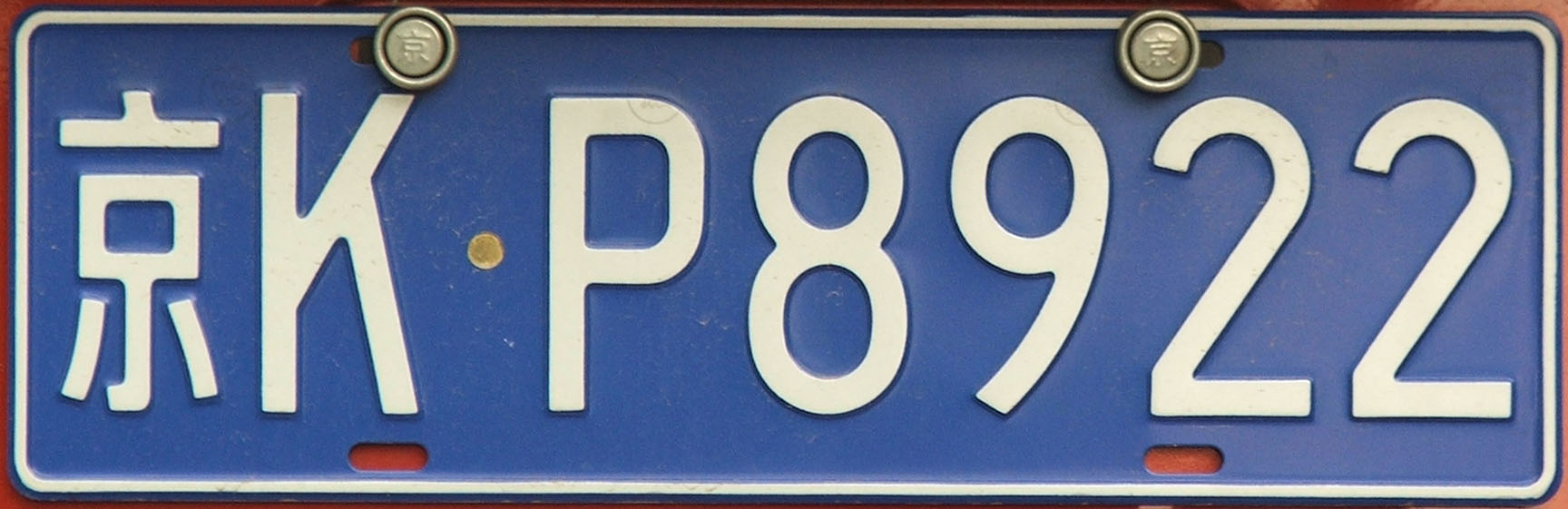
北京を走る車につけられた青色のナンバープレート

## 中国大陸のナンバープレート
中華人民共和国のナンバープレート（中国語: 汽車牌号、略: 車牌）は1992年に新しいシステムが制定され、国家公安部下にある車輌管理事務所によって発行されている。現在の識別記号（一覧）を用いるシステムが導入される以前は、緑色のプレートに省や直轄市の名前がフルネームで書かれていた。旧式のシステムではナンバープレートの数字が順番につけられていたため、縁起をかつぐ中国人はラッキーナンバーと言われる6、8、9などを欲しがり、贈収賄の対象となっていた。新システムではナンバープレートの数字は発行事務所のコンピュータでランダムに決められている。
広東省深圳市では2009年12月現在、家庭用パソコンから制限はあるが好きな番号が選べるシステムで運用されている。（ちなみに12月1日好きな数字3桁+I,O以外の好きなアルファベット2文字が先着順に選択可能、費用は600人民元）
しかし中国人のラッキーナンバーへの執着心はすさまじく、香港に隣接する広東省などでは香港のシステムにならってラッキーナンバーのオークションを導入するところもある。8のゾロ目などは高額で落札されるため、収益金は省の貴重な収入源となっている。中国の好景気を反映して、広東省では2007年6月17日に希望落札価格が5000元（約8万円）の「A000A1」というラッキーナンバーが42万元（約700万円）で落札された。北京市などでは2002年に英数字を自由に組み合わせたナンバーを導入しようとしたが、「FBI001」などのナンバーが申請されたため数日後に廃止している。
交通渋滞が深刻な上海市では、2002年より毎月発行するナンバープレート数を制限して毎月一回オークションでしか購入できないことになっている。2003年1月に2万2000元であった入札平均値は一年後の2004年1月には4万元に達している。同年10月には競売率が下がって2万9000元代になったが、同時期の北京市では144元、南京市は124元と上海の200分の1以下である
。2007年6月、上海市のナンバープレート平均落札額が再び4万元を超え、4万7711元となった。最低落札額が4万7200元（約80万円）で、これは3万9800元で販売されている人気小型車チェリー・QQの価格より高く、上海住民一人当たりの年間所得の2倍以上である。また上海では市街地の他に、上海市郊外や島に住む者を対象にしたナンバープレートに異なる識別記号を用いており、それぞれ市域高速道路A20への進入、本土への上陸を禁止している。

### ナンバープレートの色
- 青色のナンバープレートが最も一般的で、中国人の所有する普通サイズの車やコンパクトカーに用いられる。

- 黄色いプレートは中国人の所有するトラックやバスなどの大型車輌、農業用車輌、オートバイに使用される。このプレートは登録地を示す識別記号が数字と同列ではなく、英数字の上部、つまり上が登録地で下がランダムな英数字の2行になっている。オートバイのプレートは一般車とほぼ変わらないが、若干横幅が短くなっている。Qingqiなどのスクーターや総排気量の低いオートバイにも黄色のプレートが発行されている。

- 黒のプレートは外資系企業、外交官など外国人が所有する車。または中国本土と異なるナンバープレートを持つ香港とマカオから内地に乗り入れる車両に用いられる。バス、トラック、コンパクトカーなどの車のサイズによる区別はない。

- 白のプレートは軍隊・警察車両、裁判所や検察所の車が対象。北京に限って少数の民間人に白いプレートが発行されている。

- 緑のプレートは1992年の新システム導入時に廃止された。現在は空港や軍の学校などの敷地内でのみ使用できる車や小型農耕機などに装着し、原則として公道では用いられていない。

- 辽A D12345グラデーション緑のプレートは2016年4月18日より導入された大型以外のいわゆる「新エネルギー車」に用いられる。通常のナンバープレートより多い3桁目は、D=電気自動車（電気のみをエネルギー源とする）、F=ハイブリッド車など電気のみをエネルギー源としない自動車であることを表す。[5]

- 辽A  12345D黄色に囲まれた緑のプレートは、バスやトラックなど大型「新エネルギー車」に用いられる。普通サイズの電気自動車ナンバー同様ひと桁多いが、電気自動車/ハイブリッド区別コードは最後の桁にある。

### 一般車
一般車（「新エネルギー車」を除き）のナンバープレートは漢字+アルファベット+英数字5文字である。（ただし北京のタクシーや香港・マカオからの乗り入れ車などの例外がある。）
- 例：鄂A 12345（湖北省武漢市）、新A 1P234（新疆ウイグル自治区ウルムチ）、 浙B AB987（浙江省寧波市）

最初の二文字が登録地を意味する識別記号である。まず漢字は各省、直轄市（北京、上海、天津、重慶）、自治区（新疆ウイグル、チベット、内モンゴル、寧夏回族、広西チワン族）をあらわす。次のアルファベットは最初の漢字で示された地域内の都市を表す。Aが省都であるので、例えば苏Aは江蘇省の省都南京市、苏Eは同省の第5都市蘇州市である。直轄市の場合は市内の地区、またはタクシーなどの車種を表す。詳しくは中国全土の識別記号の一覧を参照。
かつては中国全土のナンバープレートを数字5桁で管理していたが、国内の自動車が増えるにしたがって、5桁の組み合わせ（10万台）では間に合わなくなった。そこでラテン文字（アルファベット）を導入して組み合わせを増やすことになった。当初は大都市に限って最初の一文字のみアルファベットを使っていた。例えば、南京では数字の0と1と紛らわしいOとIを除いた34万の組み合わせであったが、その後一文字目と二文字目の両方、あるいは二文字目だけを文字にするなどして数学的には79万2000個の組み合わせが可能となった。2006年には中国各地で三文字目のみアルファベットで残りを数字にする組み合わせが使用され始めた。

### 農業用車輌
識別番号の次に「農機」（ピン音: nóngjī）の頭文字であるNJを加え、英数字5桁が続き、漢字+アルファベット+NJ+英数字5文字となる。黒竜江省は農業用に黒Rという記号を与えている。
例：甘M NJ 35221（甘粛省慶陽市の農業用車輌）、黑R 35221（黒龍江省の農業用車輌）

### 軍用・警察用車両
中国の軍隊や警察の車両専用のナンバープレートもあるが、一般市民には入手できない。これらのプレートは白地に赤と黒の文字が書かれている。

#### 人民警察
人民警察のプレートは、交通巡査の車両、パトカー、裁判所や検察の車に発行される。漢字+英字1文字+英数字1文字+数字3桁+警という形式になっている。最初の漢字と次のアルファベットは、一般車同様、省・直轄市・自治区を表す（識別番号を参照）。三文字目にあたる英数字は警察内部の管轄を表す。3桁の数字が続き、最後に警察を表す警という字が赤字で示される。
また、漢字+O+英数字4桁 という一般には用いられない識別番号を用い、「警」という文字を使用しない警察車輌もある。
四川省成都市を例に挙げると、成都市を表す識別記号は川A。続いて公安部一般が0、裁判所関連がA、検察関連がB、国家安全部関連がC、司法関連がDとなっている。川Oは赤色はつかないが、警察車輌のナンバーであり、成都市など地名を示すアルファベット、あるいは国家安全部を示す9が続く。
例：川A 0001警（成都市の警察車輌）、川A C005警（成都市の国家安全部の車輌）、川O A6898（「警」の字がつかない成都市の警察車輌）、川O 90021（「警」の字がつかない四川省の国家安全部関連の車輌）

#### 人民武装警察（武警）
人民武装警察のナンバープレートは97式と呼ばれるWJ+数字2桁-数字または漢字1桁+数字4桁またはWJ+数字2桁-数字5桁という形式である。まず人民武装警察の略称である武警（ピンイン wu-jing）を略したWJを赤字で頭につけ、次の数字2桁は武警管轄地域を表す識別番号。ハイフンの後に警察部隊を表す数字または漢字を1文字と数字4桁、あるいはハイフンのあとに数字5桁が続く。管轄地域や警察部隊の識別記号については武警の識別記号一覧を参照のこと。
例：WJ01-20006（武警総本部・政治部の車輌）、WJ21-消0005（雲南省の消防局の車輌）、WJ03-边0010（内モンゴル自治区の国境防衛の車輌）、WJ31-700090（北京市の武警の車輌）

### 軍用車
軍用車は以前は甲乙丙丁…という十干の赤字表記を用いていた。しかし2004年の再編成を経て、2004式と呼ばれる新システムが2005年1月1日に導入され、更に統一された形式に変わった。
漢字+アルファベット+英数字5文字または漢字+アルファベット+数字2桁+英数字3文字である。まず最初の漢字が所属する軍隊や軍区を表し、これが赤字で明記される。次のアルファベットが軍の支部を表している。続く英数字5文字はランダムである場合と、最初の2桁の数字でさらに細かい配属を示し残り3文字がランダムの場合がある。詳しくは中国軍の識別記号一覧を参照。
例：军A 00028（軍事委員会 参謀幕僚）、空R 10 807（空軍指揮学院）、济D20331（済南軍区 装備部）

### 在外公館
大使館のナンバープレートは数字3桁+数字3桁+使、領事館は漢字+数字3桁+数字2桁+領である。
例：235·001使（日本大使館）、滬235·01領（在上海日本国総領事館）

### 北京市の抽選会
北京市では交通渋滞緩和策の一環として、コンピューターによる自動車のナンバープレートの抽選会を2011年1月26日に実施した。申し込み数は、許可される件数のおよそ11倍に上った。

## 香港のナンバープレート
香港で使用されているナンバープレート（広東語：車輌登記號碼）のシステムはイギリス統治下にあった1983年5月31日に施行されたもので、材質、色、サイズはもちろん、ナンバーの売買やナンバープレートの自作などイギリスの影響を色濃く受けている。
旧システムでは、バスとハイヤーは赤に白字、自家用車は白に黒字、タクシーやトラックは黒に白字であった。新システムはイギリスのナンバープレートと同じく、反射材質を用いたプレートで、車の前部が白地に黒字で後部が黄色に黒字に統一され、長さは8から11センチメートル以内となっている。英国規格(B.S.)に準じてプレートにB.S. AU 145aと永久に消えないように記されていればよいだけなので、各個人がプレートを業者に注文して作っていた。中国へ返還後、ナンバープレートの管理は香港特別行政区政府運輸署に移行したが、ナンバーの売買やプレートの自作は継続されている。そのため香港のナンバープレートの書体は統一されておらず、プレートの隅にディーラーの名前が入ったものなどがある。

### ナンバー・システムの歴史
最初に発行されたナンバーは無字母という英文字なしの数字（1から9999まで）だけのものであった。それ以後は双字母というアルファベット2文字が最初に付く。まずHK 1からHK 9999番まで、次にXX 1からXX9999番までが発行された。それ以降の双字母は、AA、AB、ACとAZまで続き、BAからBZ、CAからCZ…と順に発行され、2007年3月の時点でMUまで到達している。また2006年からは自動車登録番号自選計画（略称：自選車牌。後述）が始まり、オークションで落札できれば8文字以内の英数を自由に組み合わせたナンバーを入手することも可能になった。数字は0から始まることはなく、アルファベットは1や0と混同しないようI、O、Qは用いられない。
例：（無字母）9、641、1247、（双字母）HK 7、KA 680、LA 57、ME 9514、（自選車牌）1 LOVE YOU、GUNDAM
双字母にはAM、BA、BF、など途中でとばされた文字がある。AMは行政機関(Administration) の略で、警察や郵便など政府関係の車輌に用いられている。BAが発行されなかったのは、ABと混合しやすいためと、イギリス陸軍 (British Army)の略称であったためである。BFは下品だとされる英語の表現"Bloody Fool" の略であるため発行されなかったとされる。しかし香港が中国に返還されたため、BAとBFナンバーは2003年にオークションに出された。また4から始まる4桁の数字もタクシー用に取ってあったが、後にバスやタクシー用の特別番号を撤廃したため一般向けになった。
以前はオートバイ専用のナンバーがあり、数字のみ（無字母）とアルファベット1文字に数字を加えたもの（単字母）が発行されていた。
例：（無字母）7、66、281、（単字母）A 14、B 367
現在は自動車のナンバー・システムに合併されて無くなったが、古いオートバイ向けナンバーも所有者がキャンセルするまで使える。新しく買い換えたオートバイに同じナンバーを移せるため、2007年現在も一部の車とオートバイが同じナンバーを使用している。しかし交通違反などを取り締まる際には車輌モデルも記録するため、間違って同じナンバーの別の車輌や持ち主が捕まるというような混乱はない。
車のサイズによってナンバーが変わることはないが、ディーラーのテストドライブ車や新車に便宜上つけるナンバーとしてT+数字4桁まで、また連結トラックの後ろ部分やトレーラー部分につけるナンバーとして数字5桁まで+Tという形態がある。
例：（臨時ナンバー）T 74、T 109、T 4021（トレーラー）45T、102T、5014T、10021T
上記を総合すると、香港の一般人が所有できるナンバーは、無字母（1から4桁の数字のみ）、双字母（英2文字+1から4桁の数字）、英数字を合わせて8桁以内、T+1から4桁の数字（臨時ナンバー）、1から5桁の数字+T（トレーラー）、単字母（オートバイ向け。新規発行はしない）の6種類が存在する。

### 官用車
政府関連のナンバーには香港特別行政区行政長官ただ一人が使える文字数字なし（香港の紋章のみ）、長官に次ぐポストにある4名のみが用いる英2文字のみ（数字なし）、官用車に使用する単字母（アルファベット1文字+数字4桁）や双字母（アルファベット2文字+数字4桁）が存在する。（詳しくは官用車の一覧を参照）。なお、香港警務処処長の専用車は、単数字の1が使える。

### 特殊ナンバー
香港ナンバーは車本体ではなく所有者を対象に発行され、車を買い換えても同じナンバーを使うことができる。一般人が所有するものに、一般ナンバー（車輛登記號碼）と特殊ナンバ－（特殊車輛登記號碼 Special Registration Mark）があり、運輸署によって分類わけされている。一般ナンバーは誰でも売買可能で、仲介業者も多く存在する。
縁起をかつぐ中国人は大枚をはたいてでもラッキーナンバーを手に入れたがり、縁起の良いの車輌ナンバーは幸運車牌や好意頭車牌と呼ばれる。また無字母など珍しい番号もプレミアム・ナンバーで大変人気がある。香港政府（運輸署）はそれを見越して、あらかじめ人気ナンバーを特殊ナンバーとして分類している（詳しくは人気ナンバーを参照)。新しく発行予定のラッキーナンバーは特殊ナンバーとしてオークション用に取り置きしておき、後ほどまとめてオークションに"出品"する。売却済みの人気ナンバーも特殊ナンバー扱いで他人への譲渡や個人での売買を禁止し、政府のオークションを通してしか入手できないように規制している。オークションの収益金は莫大で、必要経費を差し引いた後、政府の宝くじ基金に移され、福祉や慈善目的に費やされる。
政府の人気ナンバー・リストに入っておらず、自分の誕生日など個人的に気に入ったナンバーがあれば、特殊ナンバーに分類変えして一般ナンバーとして発行しないように手配することができる。その後オークションで落札して初めて自分のものにすることができる。その場合、5000香港ドルの手付金を支払って一般ナンバーから特殊ナンバーへ分類を変更する申請手続きを取る。希望するナンバーが特殊ナンバーかどうかは運輸署に問い合わせることができる。分類変更の対象となるのは過去に発行されたナンバーすべてと、現在発行中、次に発行予定の双字母である。（例えば 現在MUが発行中であれば、無字母、XX、AAからMT、MU、MVまでが対象範囲となる。）特殊ナンバーに変更申請したナンバーは、政府が選別したラッキーナンバーと共にオークションにかけられる。変更申請者は実際にオークションに参加して、最低5000香港ドルで入札しなければならない。申請者以外の人間がそのナンバーを落札した場合は、手付金は申請者に返される。一方、運輸署が選出してオークションにかけるラッキーナンバーには申請料や手付金は要らないが、より高い値でも取り引きが行われる可能性が高いため、政府は最低入札額を通常5000香港ドルより高い値に設定している。
このようにオークションに出品される特殊ナンバーには、政府主導（人気ナンバー）と民間申請（個人が気にいった番号）の二種類がある。

### オークション
オークションは新しいナンバープレート・システムが導入される以前の1973年から行われている。2007年現在、オークションは月に約2回、通常土曜日、まれに日曜日に行われる。中国語ではなく広東語が使われる。事前に中国語の通訳を申し込むことができる。落札ナンバーを付ける車は、落札者が既に所有しているもの、オークション後に他人から中古で購入したもの、オークション後に購入した新車いずれのケースでもかまわないが、オークションの日から1年以内につけなければ、ナンバー所有権を失うことになる
。
オークションを通して入手した特殊ナンバーは、落札者本人の車であるなら他の車に移すことができるが、他人名義の車には使用できない。特殊ナンバーの車を他人に販売したり、譲渡することは許されない。特殊ナンバーの所有者が亡くなった場合も、所有権を相続人に譲ることはできない。そのため、オークションでは誰の名前で特殊ナンバーを購入するかを考慮すべきである。個人でなく会社法人として落札すれば、会社の配当物となり一個人にしばられず実質的に譲渡可能な状態となるため得策であると言われている。

### 人気のあるナンバー
香港では広東語で商売繁盛、不老長寿などを意味する言葉と同じ発音になる数字、語呂合わせなどが好まれる。最もよく知られているラッキーナンバーは、発財（大儲けをする）の「発」と同じ発音になる8である。生と同じ発音の3、万事如意を意味する6、久と同じ発音で不老・不滅と同義の9、無限大記号(∞)に似た8やアルファベットのBなども好まれる。また語呂合わせでは3288（生意發發。商売繁盛の意）、1668や1688（一路路発や一路発発。財を増やして行くの意）、MR 8やMS 8（英語で言うところの Mr.Rich、Ms.Rich）、数字やアルファベットのゾロ目も人気がある。その他にも珍しいナンバーとして、システム導入初期に発行されたアルファベットのつかない数字だけの無字母、最初に登用されたアルファベットのHKやXXが付くもの、回文のように前後どちらから読んでも同じ数字なども人気がある（人気ナンバーの一覧を参照）。
8888など一見して高価だとわかるナンバーはステータス・シンボルであり、一桁の無字母（数字のみ）ナンバーなどは数百万から千万香港ドル（日本円で数千万から億単位）で購入されている。高額なプレミアム・ナンバーは見ただけで誰が所有する車か特定することができる。1から10というナンバーは以前は政府高官の車輌に採用されていたが、現在は香港警察署の署長専用車の1以外、すべてオークションによって民間人に売却済みである。2007年の時点で、香港の車輌ナンバー・オークションの史上最高落札額は無字母のナンバー9である。ナンバー9は1994年に1300万香港ドルで取り引きされ、世界で最も高価なナンバーと言われている。
例：9、1688、3288、3399、8888、HK 333、BB 100、LV 8668、MR 8

### 自動車登録番号自選計画
2006年より自動車登録番号自選計画（略称 自選車牌）が実施された。これは政府の決めたアルファベット2文字+数字というナンバーではなく、8文字まで自由に英数字で組み合わせたものを申請してオークションで競り落とすというシステムである。第1回 自選車牌オークションでは「1 LOVE U」（I LOVE YOU）というナンバーが、140万香港ドルで落札された。また機動戦士ガンダムの英語名 GUNDAMも高額で落札された。
例：1 LOVE U、COOL、BEATLES、HA HA、GUNDAM
1 LOVE Uの落札者は、5、11、66、2222などのプレミアム・ナンバーを20個あまり所有しており、それだけで時価4000万香港ドルを下らないといわれている。

## マカオのナンバープレート
香港が返還後も旧宗主国イギリスのナンバープレート・システムを用いているのと同様に、香港の2年後1999年12月20日に中国へ返還されたマカオも旧宗主国であるポルトガルのシステムを使用している。マカオで最初に発行されたナンバープレートは、1911年施行のポルトガルのシステムに則ったものであった。1950年代から1960年代にかけて、ポルトガルは1937年改訂版システムである「地域コード-数字2桁-数字2桁」（地域コードはアルファベット1または2文字。文字や数字の間はハイフンで結ぶ）という表示を当時のポルトガル植民地にも導入した。プレートは黒字に白い文字である。
植民地のナンバーは全てアルファベット1文字から3文字で成る植民地コードで始まる。ギニアビサウ（G-数字2桁-数字2桁）、サントメ・プリンシペ（STP-数字2桁-数字2桁）、東ティモール（TまたはTP-数字2桁-数字2桁）となる。
広面積の場合は植民地コードの次にアルファベットの地域コードを加え、アンゴラ（A+地域コード2文字）、モザンビーク（M+地域コード2文字）、カーボベルデ（CV+地域コード1文字）、ポルトガル領インド（I+地域コード2文字）、
そのあとに数字2桁-数字2桁が続く。
例：IGA-14-95（ポルトガル領インド ゴア）、CVS-20-71（カーボベルデ南東部）
マカオの植民地コードはMで、比較的面積が狭いため地域コードはないが、登録される車の台数が多いためアルファベット1文字を加え、M+アルファベット1文字-数字2桁-数字2桁という形になっている。MAから始まりMB、MC…と登録ナンバーを増やしていけるようになっている。1990年代からは文字と数字の間のハイフンがない。
例：MB-38-47、MD-20-66、 MF 73-19
マカオをはじめサントメ・プリンシペ、アンゴラ、モザンビーク、カーボベルデはポルトガルの統治下ではなくなった21世紀初頭現在も、多少の変更を加えているがポルトガルのシステムを継続して使っている。